# Australolinyphia remota
Australolinyphia remota är en spindelart som beskrevs av Jörg Wunderlich 1976. Australolinyphia remota ingår i släktet Australolinyphia och familjen täckvävarspindlar.
Artens utbredningsområde är Queensland. Inga underarter finns listade.